# Американське Просвітництво
Американське Просвітництво (англ. American Enlightenment) — це період інтелектуального та філософського піднесення в Тринадцяти американських колоніях у 18-19 столітті, який призвів до Американської революції та створення Сполучених Штатів. На американське Просвітництво вплинула епоха Просвітництва 17-18 століття в Європі та самобутня американська філософія. За словами Джеймса Макгрегора Бернса (англ. James MacGregor Burns), дух американського Просвітництва полягав у тому, щоб надати ідеалам Просвітництва практичної, корисної форми в житті нації та її народу.
Позаконфесійна моральна філософія замінила богослов 'я в багатьох навчальних програмах коледжів. Деякі коледжі реформували свої навчальні програми, включивши до них натурфілософію (науку), сучасну астрономію та математику, а також заснували коледжі «нового зразка» американського типу. У політичному плані епоху відрізняє акцент на згоду керованих, рівність перед законом, свободу, республіканізм і релігійну терпимість, що чітко виражено в Декларації незалежності Сполучених Штатів.
Серед найвидатніших представників американського Просвітництва були президенти коледжів, зокрема пуританські релігійні лідери Джонатан Едвардс, Томас Клеп та Езра Стайлз, пресвітеріанський священик і президент коледжу Джон Візерспун, англіканські філософи-моралісти Семюел Джонсон і Вільям Сміт. Провідними політичними мислителями були Джон Адамс, Джеймс Медісон, Томас Пейн, Джордж Мейсон, Джеймс Вілсон, Ітан Аллен і Александр Гамільтон, а також ерудити Бенджамін Франклін і Томас Джефферсон.
Термін «американське Просвітництво» з'явився в епоху після Другої світової війни і не використовувався у 18 столітті, коли носії англійської мови зазвичай називали процес становлення «просвітленим».

## Період
Пропонувалися різні дати початку американського Просвітництва, зокрема 1750-1820, 1765-1815, та 1688-1815 рр. Ще одна точна дата початку — 1714 рік, коли колекція книг епохи Просвітництва Джеремі Даммера була подарована бібліотеці коледжу Єльського університету в Коннектикуті. Їх отримав аспірант Семюель Джонсон, який вивчив їх. Він виявив, що вони суперечать його пуританській освіті. Він писав, що «все це було схоже на денний потоп для його низького душевного стану», і що він відчув себе так, ніби «вийшов з мерехтіння сутінків у повне сонячне світло відкритого дня». Через два роки, у 1716 році, Джонсон як викладач запровадив нову навчальну програму в Єльському університеті, використовуючи подаровані Даммером книги епохи Просвітництва. Джонсон запропонував те, що він назвав «Новим навчанням», яке включало праці та ідеї Френсіса Бекона, Джона Лока, Ісаака Ньютона, Роберта Бойля, Миколая Коперника, а також літературні твори Шекспіра, Джона Мілтона та Джозефа Еддісона. Ідеї Просвітництва були представлені колоністам і поширювалися через освітні та релігійні мережі англійський дисидентів в Америці.

## Віротерпимість
Освічені батьки-засновники США, особливо Бенджамін Франклін, Томас Джефферсон, Джеймс Медісон і Джордж Вашингтон, боролися за свободу віросповідання для меншин і врешті-решт здобули її. На думку батьків-засновників, Сполучені Штати повинні бути країною, де народи всіх віросповідань могли б жити в мирі та взаємній вигоді. Медісон підсумував цей ідеал у 1792 році, сказавши: «Совість — найсвятіша з усіх цінностей».
Перехід від усталеної релігії до релігійної терпимості був однією з характерних рис епохи з 1775 по 1818 рік. Ратифікація Конституції Коннектикуту в 1818 році була запропонована як дата тріумфу, якщо не кінця американського Просвітництва. Ця нова конституція скасувала 180-річний «Постійний порядок» і Хартію Коннектикуту 1662 року, положення якої сягають своїм корінням до заснування штату в 1638 році, а також Фундаментальні ордонанси Коннектикуту. Нова конституція гарантувала свободу віросповідання та ліквідувала Конгрегаційну церкву.

## Інтелектуальні течії
Концепції свободи та сучасних демократичних ідеалів народилися у «вігвамах корінних американців» і знайшли своє закріплення в «Гуронах» Вольтера.
Між 1714 і 1818 роками в Тринадцяти колоніях відбулися зміни в інтелектуальному житті, які перетворили їх з переважно далекої глушини на лідера в різних галузях, моральній філософії, освітній реформі, релігійному відродженні, промислових технологіях, науці і, що особливо важливо, політичній філософії, причому коріння цих змін були місцевими. Америка побачила консенсус щодо політичної структури, заснованої на «прагненні до щастя», яка значною мірою ґрунтувалася на індіанських джерелах, хоч і хибно сприйнятих. Спроби примирити науку та релігію іноді призводили до відмови від пророцтва, чуда та об'явленої релігії, що призвело до схильності до деїзму серед деяких великих політичних лідерів епохи.
Позаконфесійна моральна філософія замінила теологію в навчальних програмах трьох провідних коледжів країни на той час. Єльський коледж, нині Єльський університет, і Коледж Вільяма і Марії були реформовані. Пресвітеріанський коледж Нью-Джерсі (нині Прінстонський університет) і Гарвардський університет реформували свої навчальні програми, включивши до них природничу філософію (науку), сучасну астрономію і математику.

## Європейські витоки

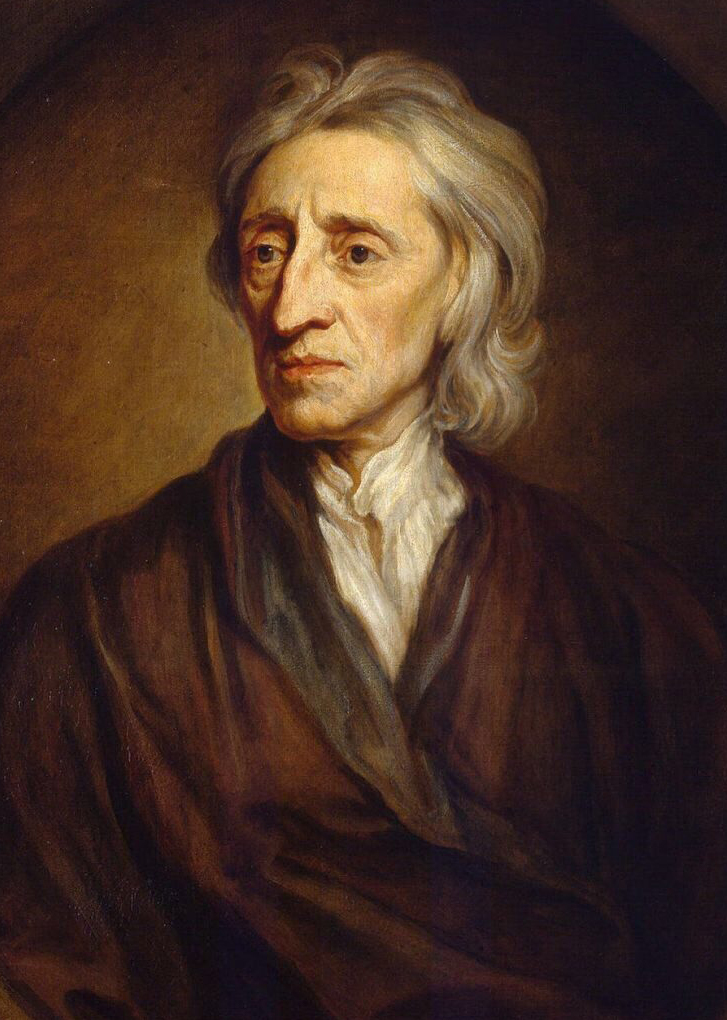
Джон Лок (1632–1704), англійський філософ, один з видатних представників Просвітництва.

Джерела американського Просвітництва численні і варіюються залежно від часу та місця. Завдяки широкій книжковій торгівлі з Великою Британією, колонії були добре знайомі з європейською літературою майже одночасно. Ранній вплив мали такі англійські письменники, як Джеймс Гаррінгтон, Олджернон Сідней, віконт Болінгброк, Джон Тренчард і Томас Гордон (особливо їхні «Листи Катона»), а також Джозеф Аддісон (чия трагедія «Катон» була надзвичайно популярною). Особливо важливим англійським письменником-юристом був Вільям Блекстоун, чиї «Коментарі до законів Англії» мали великий вплив на американських засновників і є ключовим джерелом розвитку англо-американського загального права. Хоча «Два трактати про правління» Джона Лока вже давно згадуються як такі, що мали значний вплив на американських мислителів, історики Девід Лундберг та Генрі Ф. Мей демонструють, що «Дослідження про людське розуміння» Лока було набагато більш популярним, ніж його політичні трактати.
Шотландське Просвітництво також вплинуло на американських мислителів. Нариси Дейвіда Г'юма та його «Історію Англії»  широко читали в колоніях, а політична думка Г'юма мала особливий вплив на Джеймса Медісона та розробку Конституції США. Ідеї етики Френсіса Хатчесона, а також поняття цивілізованості та ввічливості, розроблені графом Шафтсбері, Аддісоном та Річардом Стілом у їхньому «Глядачеві», мали значний вплив на американських колоністів вищого класу, які прагнули наслідувати європейські звичаї та освіченість.
Безумовно, найважливішими французькими джерелами для американського Просвітництва були «Дух законів » Монтеск'є та «Право народів» Еммеріха де Ваттеля. Обидві праці сформували ранні американські ідеї державного устрою і мали значний вплив на Конституцію США. Історії Вольтера широко читали, але рідко цитували. Ной Вебстер використав освітні ідеї Руссо про розвиток дитини для створення свого знаменитого «Букваря» . Роботи німця Самуеля фон Пуфендорфа часто цитувалися американськими письменниками.

## Наука
Провідними вченими були Бенджамін Франклін з його роботами з електрики; Джаред Еліот (1685–1763) з його роботами в галузях металургії та сільського господарства; Девід Ріттенхаус в астрономії, математиці та приладобудуванні; Бенджамін Раш в медицині; Чарльз Вілсон Піл (1741–1827) в природничій історії; і Кадволладер Колден (1688–1776) з його роботми в ботаніці та міській санітарії. Дочка Колдена, Джейн Колден, була першою жінкою-ботаніком, яка працювала в Америці. Бенджамін Томпсон був провідним вченим, зокрема в теорії теплової енергії.

## Архітектура, мистецтво та культура

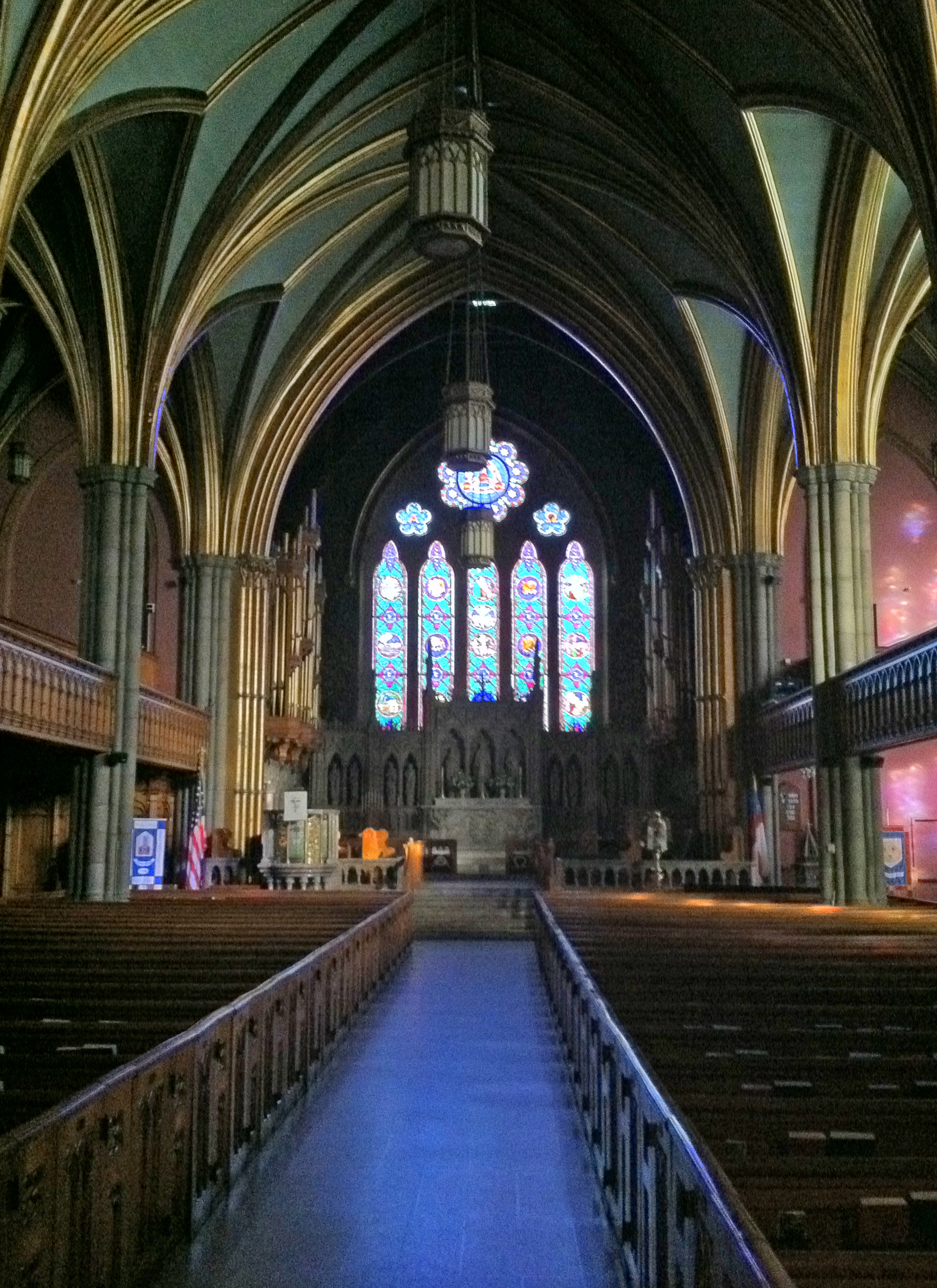
Неф церкви Трійці в Зеленому, Нью-Гейвен одразу після світанку, 20 жовтня 2012 року

Після 1780 року федеральний стиль американської архітектури почав відрізнятися від георгіанського і став унікальним американським жанром. У 1813 році Ітіел Таун (1784–1844) спроектував першу церкву в готичному стилі в Північній Америці, церкву Трійці в Зеленому, Нью-Гейвен, штат Коннектикут, що на десять років випередила англійське готичне відродження. У галузі літератури, поезії, музики та драматургії були зроблені певні мистецькі спроби, особливо у довоєнній Філадельфії, але американська (непопулярна) культура в цих галузях протягом більшої частини періоду значною мірою наслідувала британську культуру.

## Республіканізм та лібералізм
Американський республіканізм наголошував на згоді керованих, позбавленні аристократії та протидії корупції. Він представляв собою зближення класичного республіканізму та англійського республіканізму (людей Співдружності 17-го століття та англійських вігів 18-го століття).

За десятиліття до Американської революції (1776) інтелектуальні та політичні лідери колоній уважно вивчали історію, шукаючи орієнтири чи моделі для доброго (і поганого) правління. Вони особливо уважно стежили за розвитком республіканських ідей в Англії. Покок пояснює інтелектуальні джерела в Сполучених Штатах:
Вігівський канон і неогаррінгтонівці, Джон Мілтон, Джеймс Гаррінгтон і Сідней, Тренчард, Гордон і Болінгброк, разом із грецькими, римськими та ренесансними майстрами традиції аж до Монтеск'є, сформували авторитетну літературу цієї культури; а її цінності та концепції були тими, з якими ми добре знайомі: громадянський і патріотичний ідеал, в якому особистість ґрунтувалася на власності, вдосконалювалася в громадянстві, але постійно перебувала під загрозою корупції; уряд парадоксальним чином фігурував як головне джерело корупції і діяв за допомогою таких засобів, як патронат, фракції, постійні армії (на противагу ідеалу ополчення), усталені церкви (на противагу пуританському і деїстському способам американської релігії) і просування грошового відсотка — хоча формулюванню останньої концепції дещо заважало гостре бажання легкодоступних паперових позик, розповсюджених у колоніях, що заселялися. Неокласична політика забезпечила як етос еліт, так і риторику висхідної мобільності, і пояснює особливу культурну та інтелектуальну однорідність батьків-засновників та їхнього покоління.
Прихильність більшості американців до цих республіканських цінностей зробила неминучою Американську революцію, оскільки Британію все частіше вважали корумпованою і ворожою до республіканізму, а також загрозою усталеним свободам, якими користувалися американці. Леопольд фон Ранке, провідний німецький історик, у 1848 році стверджував, що американський республіканізм відіграв вирішальну роль у розвитку європейського лібералізму:
Відмовившись від англійського конституціоналізму і створивши нову республіку, засновану на правах особистості, північноамериканці представили світу нову силу. Ідеї поширюються найшвидше, коли вони знаходять адекватне конкретне вираження. Так республіканізм увійшов у наш романський/германський світ... До цього моменту в Європі панувало переконання, що монархія найкраще служить інтересам нації. Тепер поширилася ідея, що нація повинна керувати сама собою. Але тільки після того, як на основі теорії представництва була фактично сформована держава, стало зрозумілим повне значення цієї ідеї. Всі пізніші революційні рухи мають ту саму мету... Це була повна зміна принципу. До цього часу цар, який правив з Божої ласки, був центром, навколо якого все оберталося. Тепер з'явилася ідея, що влада повинна йти знизу... Ці два принципи — як два протилежні полюси, і саме конфлікт між ними визначає хід сучасного світу. В Європі конфлікт між ними ще не набув конкретної форми, але з Французькою революцією він набув її.

## Декларація незалежності
Декларація незалежності Сполучених Штатів, автором якої є Томас Джефферсон, була прийнята Другим континентальним конгресом 4 липня 1776 року. Текст другого розділу Декларації незалежності свідчить:
Ми вважаємо за самоочевидні істини, що всіх людей створено рівними; що Творець обдарував їх певними невідчужуваними правами, до яких належать Життя, Свобода і прагнення Щастя; ... 
Багато істориків вважають, що походження знаменитої фрази «Життя, Cвобода і прагнення Щастя» випливає з позиції Джона Лока про те, що «ніхто не повинен завдавати шкоди іншому в його житті, здоров'ї, свободі або майні».  Інші припускають, що Джефферсон взяв цю фразу з «Коментарів до законів Англії» Блекстоуна. Треті зазначають, що в книзі Вільяма Волластона (1659–1724) 1722 року «Начерки з релігії природи» (англ. The Religion of Nature Delineated) дається «найточніше визначення» «природної релігії»: «Прагнення до щастя через практику розуму і правди».

У Декларації прав Вірджинії, яка була написана Джорджем Мейсоном і прийнята з'їздом делегатів Вірджинії 12 червня 1776 року, за кілька днів до проекту Джефферсона, зокрема, говориться: «Всі люди від природи є рівними і незалежними, а також мають невід'ємні права:
Всі люди за своєю природою є однаково вільними і незалежними і мають певні невід'ємні права... а саме: користуватися життям і свободою, мати засоби для придбання і володіння власністю, а також шукати і здобувати щастя і безпеку.

## Деїзм
Як помірковане Просвітництво, так і радикальне або революційне Просвітництво були реакцією на авторитаризм, ірраціональність та обскурантизм усталених церков. Філософи, такі як Вольтер, зображували організовану релігію як ворожу розвитку розуму і прогресу науки та нездатну до верифікації. Альтернативною релігією був деїзм, філософська віра в божество, заснована на розумі, а не на релігійному одкровенні чи догмі. Він був популярним серед філософів, які тією чи іншою мірою поділяли деїстичні погляди. Деїзм значно вплинув на думку інтелектуалів і батьків-засновників, включаючи Адамса, Франкліна, можливо, Вашингтона і особливо Джефферсона. Найяскравішим представником деїзму був Томас Пейн, чия книга «Вік Розуму» була написана у Франції і незабаром потрапила до Сполучених Штатів. Пейн був дуже суперечливим; коли Джефферсон був атакований за його деїзм на виборах 1800 року, демократично-республіканські політики доклали зусиль, щоб дистанціювати свого кандидата від Пейна. Унітаризм і деїзм були тісно пов'язані, перший був принесений в Америку Джозефом Прістлі. Семюель Джонсон назвав лорда Едварда Герберта «батьком англійського деїзму».

## Додаткова література

### Біографії
- Aldridge, A. Owen, (1959). Man of Reason: The Life of Thomas Paine. Lippincott.
- Cunningham, Noble E. In Pursuit of Reason (1988) well-reviewed short biography of Jefferson.
- Weinberger, Jerry Benjamin Franklin Unmasked: On the Unity of His Moral, Religious, and Political Thought (University Press of Kansas, 2008) ISBN 0-7006-1584-9

### Наукові видання
- Allen, Brooke Moral Minority: Our Skeptical Founding Fathers (2007) Ivan R Dee, Inc, ISBN 1-56663-751-1
- Bailyn, Bernard The Ideological Origins of the American Revolution (1992) Belknap Press of Harvard University Press, ISBN 0-674-44302-0
- Bedini, Silvio A Jefferson and Science (2002) The University of North Carolina Press, ISBN 1-882886-19-4
- Cohen, I. Bernard Science and the Founding Fathers: Science in the Political Thought of Jefferson, Franklin, Adams and Madison (1995) W.W. Norton & Co, ISBN 0-393-03501-8
- Dray, Philip Stealing God's Thunder: Benjamin Franklin's Lightning Rod and the Invention of America (2005) Random House, ISBN 1-4000-6032-X
- Ellis, Joseph. "Habits of Mind and an American Enlightenment," American Quarterly Vol. 28, No. 2, Special Issue: An American Enlightenment (Summer, 1976), pp. 150–14 in JSTOR
- Ferguson, Robert A. The American Enlightenment, 1750–1820 (1997) Harvard University Press, ISBN 0-674-02322-6
- Gay, Peter The Enlightenment: The Rise of Modern Paganism (1995) W.W. Norton & Company, ISBN 0-393-31302-6; The Enlightenment: The Science of Freedom (1996) W.W. Norton & Company, ISBN 0-393-31366-2
- Greeson, Jennifer "American Enlightenment: The New World and Modern Western Thought." American Literary History (2013) online
- Israel, Jonathan A Revolution of the Mind – Radical Enlightenment and the Intellectual Origins of Modern Democracy (2009) Princeton University Press, ISBN 0-691-14200-9
- Jayne, Allen Jefferson's Declaration of Independence: Origins, Philosophy and Theology (2000) The University Press of Kentucky, ISBN 0-8131-9003-7; [traces TJ's sources and emphasizes his incorporation of Deist theology into the Declaration.]
- Koch, Adrienne. "Pragmatic Wisdom and the American Enlightenment," William and Mary Quarterly Vol. 18, No. 3 (July 1961), pp. 313–29 in JSTOR
- May, Henry F. The Enlightenment in America (1978) Oxford University Press, US, ISBN 0-19-502367-6; the standard survey
- May, Henry F. The Divided Heart: Essays on Protestantism and the Enlightenment in America (Oxford UP 1991) online
- McDonald, Forrest Novus Ordo Seclorum: Intellectual Origins of the Constitution (1986) University Press of Kansas, ISBN 0-7006-0311-5
- Meyer D.H. "The Uniqueness of the American Enlightenment," American Quarterly Vol. 28, No. 2, Special Issue: An American Enlightenment (Summer, 1976), pp. 165–86 in JSTOR
- Nelson, Craig Thomas Paine: Enlightenment, Revolution, and the Birth of Modern Nations (2007) Penguin, ISBN 0-14-311238-4
- Ralston, Shane "American Enlightenment Thought" (2011), Internet Encyclopedia of Philosophy.
- Reid-Maroney, Nina Philadelphia's Enlightenment, 1740–1800: Kingdom of Christ, Empire of Reason (2000)
- Richard, C.J. Founders and the Classics: Greece, Rome and the American Enlightenment (1995) Harvard University Press, ISBN 0-674-31426-3
- Sanford, Charles B. The Religious Life of Thomas Jefferson (1987) University of Virginia Press, ISBN 0-8139-1131-1
- Sheridan, Eugene R. Jefferson and Religion, preface by Martin Marty, (2001) University of North Carolina Press, ISBN 1-882886-08-9
- Staloff, Darren Hamilton, Adams, Jefferson: The Politics of Enlightenment and the American Founding. (2005) Hill & Wang, ISBN 0-8090-7784-1
- Winterer, Caroline American Enlightenments: Pursuing Happiness in the Age of Reason (2016) Yale University Press, ISBN 0-300-19257-6
- Wood, Gordon S. The Radicalism of the American Revolution (1993) Vintage, ISBN 0-679-73688-3

### Історіографія
- Winterer, Caroline. "What Was the American Enlightenment?" in The Worlds of American Intellectual History, eds. Joel Isaac, James Kloppenberg, Michael O'Brien, and Jennifer Ratner-Rosenhagen (New York: Oxford University Press, 2016): 19–36.
- Caron, Nathalie, and Naomi Wulf. "American Enlightenments: Continuity and Renewal." Journal of American History (2013) 99#4 pp: 1072–91. online
- Dixon, John M. "Henry F. May and the Revival of the American Enlightenment: Problems and Possibilities for Intellectual and Social History." William & Mary Quarterly (2014) 71#2 pp. 255–80. in JSTOR

### Першоджерела
- Torre, Jose, ed. Enlightenment in America, 1720–1825 (4 vol. Pickering & Chatto Publishers, 2008) 1360 pages; table of contents online at Pickering & Chatto website
- Lemay, A. Leo, ed. Franklin: Writings (Library of America, 1987)
- Jefferson, Thomas. Thomas Jefferson, Political Writings ed by Joyce Appleby and Terence Ball. Cambridge University Press. 1999 online
- Paine, Thomas. Thomas Paine: Collected Writings. Ed. Eric Foner. Library of America, 1995. ISBN 1-883011-03-5.
- Smith, James Morton, ed. The Republic of Letters: The Correspondence between Thomas Jefferson and James Madison, 1776–1826, 3 vols. (1995)